# Auslandsvertretung

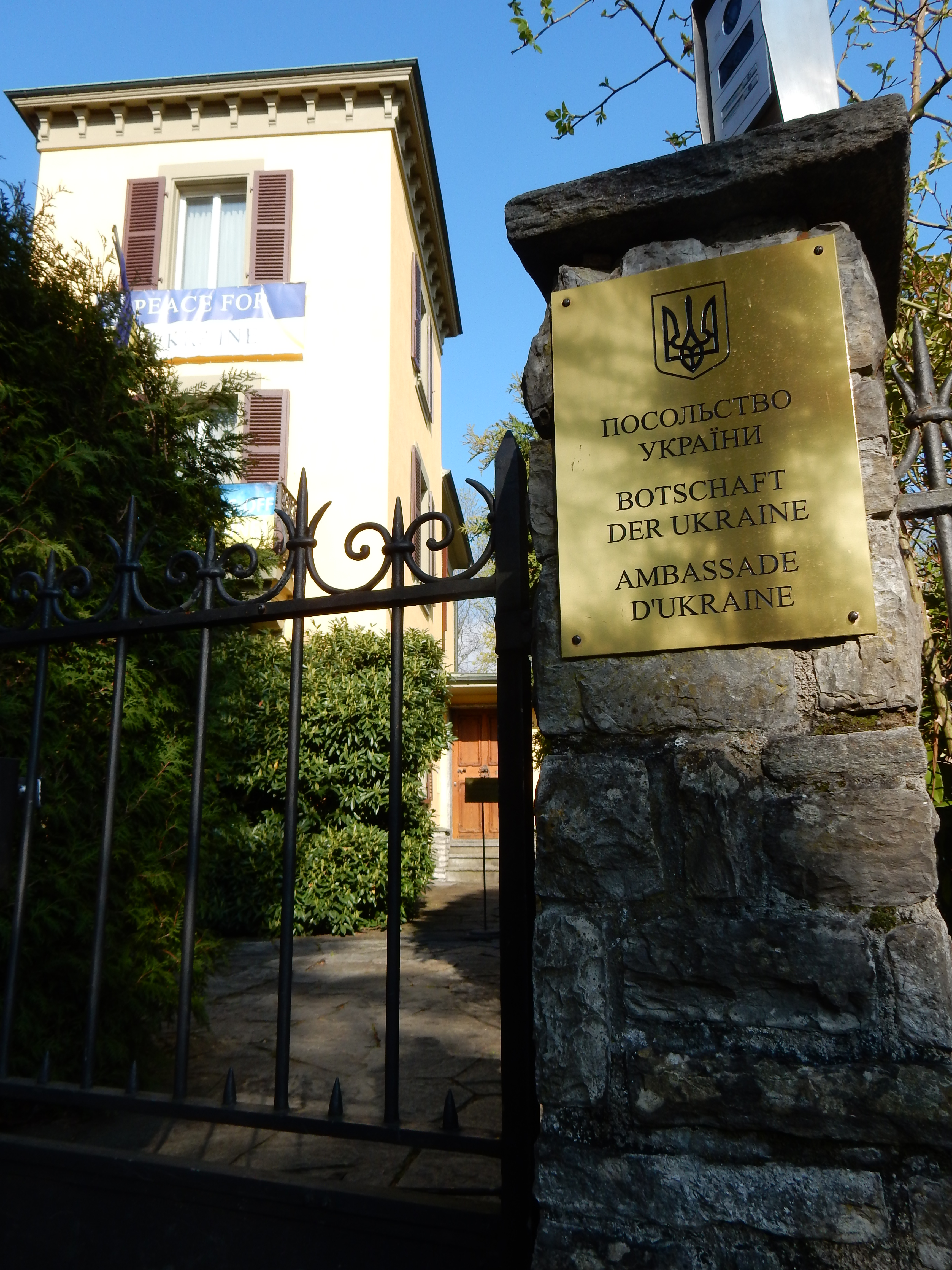
Beispiel einer Auslandsvertretung: Botschaft der Ukraine in der Schweiz (2023)

Auslandsvertretungen (auch Missionen genannt) sind dauerhaft eingerichtete völkerrechtliche Vertretungen eines Staates im Ausland bei einer fremden Macht oder bei zwischen- und überstaatlichen Organisationen (z. B. bei internationalen Organisationen wie den Vereinten Nationen). Nicht zu den Auslandsvertretungen zählen reine Verbindungsbüros, wie sie von bestimmten Regierungsstellen (z. B. Ministerien, Kriminalämtern) bei fremden Regierungsbehörden oder internationalen Institutionen unterhalten werden.

## Arten von Vertretungen
Es gibt diplomatische und konsularische Auslandsvertretungen. Letztere können aber einer diplomatischen Vertretung angeschlossen werden. Während diplomatische Missionen die Interessen der Regierung eines Staates bei einer fremden Macht vertreten, nehmen konsularische Missionen (Konsularabteilungen bei Botschaften sowie Konsulate) vornehmlich die Interessen der Bürger des Entsendestaates im Empfangsstaat wahr und erfüllen Kontakt- und Verwaltungsaufgaben auf untergeordneten Ebenen.
Grundstücke oder Gebäude von Auslandsvertretungen sind heute kein exterritoriales Gebiet, gehören also völkerrechtlich keineswegs zum Territorium des entsendenden Staates. Die Räumlichkeiten der Vertretung sind jedoch unverletzlich. Vertreter des Empfangsstaates dürfen diese nur mit Zustimmung des Missionschefs betreten. Das Maß, nach dem die Räumlichkeiten und die darin befindlichen Gegenstände Immunität vor staatlichen Handlungen des Empfangsstaates genießen, ist für diplomatische und konsularische Vertretungen unterschiedlich.

### Diplomatische Vertretungen
Zu den diplomatischen Vertretungen gehören Botschaften, Apostolische Nuntiaturen, Hochkommissariate und ständige Vertretungen. Ebenfalls diplomatischer Natur sind Gesandtschaften, die als dauerhafte Einrichtungen (Vertretungen) im heutigen zwischenstaatlichen Verkehr allerdings kaum noch in Erscheinung treten, sowie Handelsvertretungen mit diplomatischer Aufgabe.
Als diplomatische Vertretungen des Heiligen Stuhls (also des Papstes als Völkerrechtssubjekt), die auch die Interessen des Staates Vatikanstadt vertreten, fungieren die Apostolischen Nuntiaturen. Sie sind traditionell Doyen für die Gesandtschaften in einem Land, sprich des örtlichen diplomatischen Corps.
Als einziges originäres nicht-staatliches Völkerrechtssubjekt unterhält der Malteserorden 100 diplomatische Vertretungen.

### Konsularische Vertretungen
Keine diplomatischen Vertretungen sind Konsularbehörden wie z. B. Generalkonsulate, Konsulate und Honorarkonsuln (im Sprachgebrauch der Schweiz auch Konsularposten genannt). Sie gelten vielmehr als Auslandsvertretungen eigener Art und werden auch als konsularische Vertretungen bezeichnet.

## Außenministerien
In der Bundesrepublik Deutschland bilden das Auswärtige Amt (AA) und die Auslandsvertretungen eine einheitliche oberste Bundesbehörde unter Leitung des Bundesministers des Auswärtigen. Im diplomatischen oder konsularischen Dienst eingesetzte deutsche Beamte gehören einer Laufbahn des Auswärtigen Dienstes an.
Das Eidgenössische Departement für auswärtige Angelegenheiten (EDA) der Schweiz besteht aus der Zentrale in Bern und den über 300 Schweizer „Aussenvertretungen“, etwa Botschaftsgebäude, Konsulate und Residenzen.
Auch der österreichische auswärtige Dienst ist organisatorisch dem Bundesministerium für europäische und internationale Angelegenheiten (BMeiA) Österreichs angeschlossen.